# Pascal Ackermann
Pascal Ackermann (Kandel, 17 de janeiro de 1994) é um ciclista alemão profissional, membro da equipa de ciclismo UAE-Team Emirates.

## Palmarés
| - 2015 - 1 etapa do Szlakiem Grodów Piastowskich - 2016 - 2 etapas do Tour de Berlin - 2.º no Campeonato Mundial em Estrada sub-23 - 2018 - 1 etapa do Volta à Romandia - 1 etapa do Critério do Dauphiné - Campeonato da Alemanha em Estrada - RideLondon-Surrey Classic - 2 etapas do Volta à Polónia - Brussels Cycling Classic - Grande Prêmio de Fourmies - 1 etapa do Tour de Guangxi - 2019 - Clássica de Almeria - Bredene Koksijde Classic - Grande Prêmio de Frankfurt - 2 etapas do Giro d'Italia, mais classificação por pontos - 1 etapa do Volta à Eslovénia - 2 etapas do Volta à Polónia - 3.º no Campeonato Europeu em Estrada - 1 etapa da Volta à Alemanha - Grande Prêmio de Fourmies - Gooikse Pijl - 2 etapas do Tour de Guangxi | - 2020 - Clássica de Almeria - 1 etapa do UAE Tour - 2 etapas do Tour de Sibiu - 2.º no Campeonato da Alemanha em Estrada - 3.º no Campeonato Europeu em Estrada - 2 etapas da Tirreno-Adriático - 2 etapas da Volta a Espanha - 2021 - 2 etapas do Tour de Sibiu - 3 etapas da Semana Ciclista Italiana - 1 etapa da Volta à Alemanha - 2022 - 1 etapa do Volta à Polónia |

## Resultados em Grandes Voltas e Campeonatos do Mundo
| Corrida            | Corrida            | 2013 | 2014 | 2015 | 2016 | 2017 | 2018 | 2019  | 2020  | 2021 |
| ------------------ | ------------------ | ---- | ---- | ---- | ---- | ---- | ---- | ----- | ----- | ---- |
|                    | Giro d'Italia      | —    | —    | —    | —    | —    | —    | 122.º | —     | —    |
|                    | Tour de France     | —    | —    | —    | —    | —    | —    | —     | —     | —    |
|                    | Volta a Espanha    | —    | —    | —    | —    | —    | —    | —     | 131.º | —    |
| Mundial em Estrada | Mundial em Estrada | —    | —    | —    | —    | —    | —    | Ab.   | —     | Ab.  |

—: não participa

Ab.: abandono